# D. B. Weiss
Daniel Brett Weiss (23 de abril de 1971) es un escritor estadounidense reconocido  por adaptar a una versión televisiva de los libros de la saga Juego de Tronos junto con su compañero el guionista David Benioff. La saga cuenta con ocho temporadas y las cinco primeras están completamente basadas en los primeros cinco libros de la serie Canción de Hielo y Fuego. Las últimas temporadas, por su parte, estuvieron basadas en la interpretación que Benioff y Weiss realizaron a partir de comentarios del autor sobre el destino de los dos últimos libros de la saga, los cuales no habían sido terminados al momento de grabar los episodios de tales temporadas. La serie es indiscutiblemente una de las producciones más exitosas de la televisión. 
Su primera novela, Lucky Wander Boy, trata sobre videojuegos. Desde entonces, ha estado involucrado como guionista en varias adaptaciones de relatos de ciencia ficción y fantasía.

## Biografía
Nació y creció en Chicago en una familia de origen judío alemán. Se graduó en la Universidad Wesleyana y, tiempo después, obtuvo una Maestría en Filosofía por parte del Trinity College, Dublín y una Maestría en Artes Finas por parte del Iowa Writers' Workshop.

### Novelas
- Lucky Wander Boy (2003)

### Guiones
D. B. Weiss fue contratado para reescribir el guion de la planeada adaptación cinematográfica de la serie de juegos Halo, de Bungie Studios, basado en el guion escrito por Alex Garland. Su trabajo se realizó en 2006, teniendo 2008 como año tentativo de estreno de la película. Asimismo, realizó una adaptación del libro El juego de Ender, de Orson Scott Card. Desde 2007 se encontró trabajando con David Benioff, guionista de Troya, en la adaptación televisiva de la serie de novelas Canción de hielo y fuego de George R. R. Martin.
Igualmente, ha escrito el guion de una precuela de la película Soy leyenda, y un remake de They Live dirigida por John Carpenter.